# Macaria ichnusae
Macaria ichnusae es una polilla perteneciente a la familia Geometridae, descrita por primera vez por Govi y Fiumi en 2005. Tiene distribución endémica en Córcega y Cerdeña. El holotipo de la especie fue descrita en la playa Cala Liberotto, a poca proximidad del río sos Alinos. Tiene gran afinidad con la Macaria artesiaria.

## Descripción
Es una polilla pequeña con una envergadura alar de 19 a 22 milímetros (0,7 a 0,9 plg). En los machos las alas contrastan fuertemente entre marrón y sus estrias marrón oscuro. La banda subterminal es marrón oscuro con márgenes internos y externos blanquecinos con un área amarillenta en el medio bordeada por venas amarillentas. En las hembras las alas son menos contrastantes de color marrón grisáceo y poco manchada.
El cuello, la frente, el tórax y el abdomen son del mismo color que las alas, las antenas también son del mismo color que las alas pectinada en el macho y fasciculada en la hembra.

## Distribución
Es endémica de Córcega y Cerdeña, donde es local y no común, aunque la especie puede ocurrir en muchos lugares adecuados en esta isla. Es probablemente una especie bivoltina, las polillas adultas se han encontrado desde principios de junio hasta finales de julio en el norte de Córcega y la segunda generación comenzando a volar a finales de julio. Las larvas se han encontrado a finales de mayo y principios de junio. Es una especie monófaga, las larvas se han encontrado en Salix triandra, Salix viminalis y Salix purpurea.